# Mihail Gorbaciov
Mihail Sergheevici Gorbaciov ►  pronunție ►  (în limba rusă: Михаи́л Серге́евич Горбачёв, n. 2 martie 1931, Privolnoe⁠(d), RSFS Rusă, URSS – d. 30 august 2022, Moscova, Rusia) a fost conducătorul Uniunii Sovietice din 1985 până în 1991. Încercările sale de reformă au dus la încheierea războiului rece, la încetarea monopolului politic al Partidului Comunist al Uniunii Sovietice și la prăbușirea Uniunii Sovietice. A primit Premiul Nobel pentru Pace în 1990.

## Tinerețea
Mihail Gorbaciov s-a născut într-o familie țărănească în satul Privolnoe de lângă Stavropol, ca fiu al lui Serghei și al Maria. A avut o copilărie grea în timpurile în care în fruntea țării s-a aflat Stalin. Bunicii săi fuseseră deportați pentru vina de a fi fost culaci. În timpul celui de-Al Doilea Război Mondial, a trăit vremurile grele ale ocupației germane, după ce, pe 2 august 1942, armatele naziste au cucerit Stavropolul. Deși germanii au fost alungați în februarie 1943, ocupația a înăsprit viața comunității rurale în care trăia tânărul Gorbaciov și i-a lăsat acestuia amintiri de neșters. Din 1946 până în 1950, Gorbaciov a lucrat ca ajutor de mecanizator în diferite ferme agricole din regiune sa. Mai târziu avea să mărturisească că munca țăranilor în acea vreme era "foarte grea", în principal datorită cotelor în produse și taxelor pe loturile în folosință cerute de autorități. În plus, cum țăranilor nu li se eliberau acte de identitate, singura șansă a locuitorilor de la sate să părăsească munca pământului era înscrierea pe listele "orgnabor" – recrutarea de personal pentru proiectele de investiții industriale. Această situație l-a făcut pe Gorbaciov să se întrebe: "care era diferența dintre această viață și iobăgie?".

## Cariera politică
În ciuda originii modeste și a greutăților din tinerețe, Gorbaciov a fost un elev fruntaș în timpul școlii, arătând un interes special pentru istorie și matematică. După absolvirea cursurilor școlii din sat, Gorbaciov și-a ajutat tatăl la strângerea recoltei din acel an, o recoltă record pentru colhoz. Pentru munca depusă, a fost recompensat cu Ordinul Steagul Roșu pentru Muncă la vârsta de numai 16 ani, un lucru destul de neobișnuit pentru cineva așa de tânăr. Tocmai acest ordin i-a deschis calea către admiterea la cursurile Universității din Moscova (1950). Gorbaciov nu avea intenția să înceapă o carieră juridică, specializarea aceasta nefiind decât o treaptă necesară pentru a accede la funcții importante în Partidul Comunist al Uniunii Sovietice. A devenit membru-candidat al Partidului în același an. În perioada în care a locuit în Moscova a cunoscut-o pe viitoarea sa soție, Raisa Maximovna Titarenko. Cei doi s-au căsătorit pe 25 septembrie 1953, după care cuplul s-a mutat în regiunea Stavropol din sudul Rusiei. După ce a absolvit cursurile universitare, Gorbaciov a intrat în munca de partid. După absolvire, a lucrat o scurtă perioadă de timp în procuratură, după care s-a transferat în Komsomol. A fost prim secretar al organizației orășenești Stavropol din septembrie 1956, după care a fost mutat la comitetul regional al Komsomolului, unde a lucrat ca adjunct al primului secretar din aprilie 1958 și ca prim-secretar din martie 1961. Pe 6 ianuarie 1957 avea să se nască primul copil al cuplului, Irina.
A fost delegat la Congresul al XXII-lea al Partidului Comunist din octombrie 1961, în timpul căruia Nikita Hrușciov a anunțat planul său de propulsare a țării în comunism într-o perioadă de 20 de ani și de depășire din punct de vedere economic a Statelor Unite. Gorbaciov a fost promovat în funcția de șef al departamentului agricol din kraina Stavropol în 1963. În 1966, la vârsta de 35 de ani, el a absolvit și cursurile la forma de învățământ fără frecvență a Institutului agricol, cu specializarea agronom-economist. Cariera sa a avut o evoluție ascendentă. În 1970 a fost numit prim-secretar al krainei Stavropol, devenind unul dintre cei mai tineri șefi regionali de partid din URSS. În această perioadă el a contribuit la reorganizarea fermelor colective, îmbunătățirea vieții lucrătorilor agricoli, mărirea loturilor individuale în folosință și a permis țăranilor o mai mare libertate în planificarea activităților. Datorită eficienței arătate în muncă, el a fost promovat ca membru CC al PC al URSS în mai 1971. În 1972 a condus o delegație sovietică în vizită în Belgia, iar numai doi ani mai târziu era deputat în Sovietul Suprem și președinte al "Comitetului pentru problemele tineretului". A devenit membru al "Secretariatului pentru agricultură a CC al PCUS" în 1978, înlocuindu-l pe sprijinitorul său, Fiodor Kulakov, decedat în urma unui infarct.
În 1979, Gorbaciov a fost promovat în Politburo, (mai întâi ca membru supleant, devenind membru plin un an mai târziu). Aici a devenit protejatul lui Iuri Andropov, șeful KGB-ului, originar și el din Stavropol. În timpul scurt în care protectorul său a fost la cârma Uniunii Sovietice, Gorbaciov a fost promovat în funcția de secretar al partidului pentru problemele de cadre. Colaborând cu Andropov, Gorbaciov a schimbat peste 20% din membrii eșaloanelor superioare de conducere la nivel ministerial și regional. În această perioadă au ajuns în importante funcții de conducere Grigori Romanov, Nicolai Rîjkov și Egor Ligaciov, ultimii doi fiind mai târziu printre cei mai apropiați colaboratori ai lui Gorbaciov. A fost de asemenea un apropiat al lui Constantin Cernenko, succesorul lui Andropov, lucrând ca secretar adjunct.
Pozițiile pe care le-a ocupat în organele superioare de conducere ale partidului i-au creat lui Gorbaciov noi posibilități de călătorie în străinătate. Aceste călătorii aveau să-i schimbe în mod profund viziunile politice și sociale ale viitorului lider al URSS-ului. În 1975, el a condus o delegație sovietică în vizită în Germania Occidentală, iar în 1983 a condus o altă delegație în vizită în Canada, unde s-a întâlnit cu primul-ministru Pierre Trudeau și cu membrii Camerei Comunelor și ai Senatului canadian. În 1984 a călătorit în Regatul Unit, unde s-a întâlnit cu primul-ministru Margaret Thatcher.

## Secretar General al Partidului Comunist al Uniunii Sovietice
După moartea lui Constantin Cerneko, Mihail Gorbaciov, atunci în vârstă de 54 de ani, a fost ales Secretar General al Partidului Comunist al Uniunii Sovietice pe 11 martie 1985. El a devenit primul lider al partidului născut după victoria revoluției bolșevice.
Fiind conducătorul partidului și conducătorul de facto al țării, Gorbaciov a încercat să reformeze partidul osificat și economia aflată în recesiune prin introducerea glasnostului ("transparenței"), perestroicăi ("reconstrucției") și uskorenie ("accelerării" dezvoltării economice), politici lansate oficial la cel de-al XXVII-lea Congres al Partidului Comunist din februarie 1986.

## Reformele interne
Gorbaciov a introdus în cadrul așa-numitului program perestroika reforme economice, despre care credea că vor ridica nivelul de trai al populației și productivitatea muncii. În acele vremuri, numeroase dintre reformele sale au fost considerate radicale de către birocrații conservatori ai partidului.

### 1985
În 1985, Gorbaciov a declarat că sistemul economic sovietic era osificat și că reorganizarea lui era imediat necesară. La început, reformele lui au fost cunoscute ca "uskorenie" (accelerare), dar, mai apoi, termenul "perestroika" (reconstrucție) a devenit mult mai popular.
Gorbaciov nu se afla pe un teren virgin. Deși epoca lui Brejnev era considerată în general ca una a stagnării economice, se desfășuraseră o serie de experimente economice, în particular în întreprinderile mixte cu companiile străine. O serie de idei reformiste fuseseră discutate în cercurile managerilor socialiști cu idei novatoare, care folosiseră facilitățile oferite de Komsomol ca pe un forum de discuții. Așa-numita "generație Komsomol" avea să se dovedească cea mai receptivă la inițiativele gorbacioviste și rezervorul de cadre pentru viitoarea clasă a afaceriștilor postsovietici, lucru valabil în special în statele baltice.
După ce a devenit Secretar General, Gorbaciov a propus un program de reforme, care a fost adoptat de Plenara CC al PCUS din aprilie.. Într-un discurs ținut în mai la Leningrad, Gorbaciov și-a apărat în mod public programul de reforme. Pentru aplicarea reformelor, Gorbaciov a început prin a-l schimba pe ministrul relațiilor externe Andrei Gromîko cu Eduard Șevardnadze. Andrei Gromîko, numit în derâdere în occident "Mr. Niet", fusese timp de 28 de ani ministru al afacerilor externe și era considerat un personaj de modă veche. Robert D. English nota că, în ciuda lipsei de experiență diplomatică, Gorbaciov și Șevardnadze împărtășeau o viziune comună, o experiență comună în gestionarea problemelor agriculturii, ceea ce însemna că cei doi nu erau în niciun fel legați de complexul militaro-industrial sovietic.
Prima reformă importantă introdusă de Gorbaciov a fost așa-numita "reformă a alcoolului" , concepută să lupte împotriva alcoolismului răspândit la scară națională în Uniunea Sovietică. Prețurile la vodcă, vin și bere au crescut în mod semnificativ, iar vânzările au fost limitate. Cei care erau găsiți beți la muncă sau în zonele publice erau judecați și condamnați. Consumul băuturilor alcoolice în trenurile de cursă lungă sau în zonele publice a fost interzis. Mai multe podgorii faimoase au fost distruse. Scenele în care se consumau băuturi alcoolice au fost cenzurate din filme. Această campanie nu a avut o influență importantă asupra reducerii alcoolismului, dar a avut un efect devastator asupra bugetului statului, rezultând o pierdere de aproximativ 100 de miliarde de ruble, prin migrarea producției și vânzărilor de alcool pe piața neagră. Criticii lui Gorbaciov au mers până acolo încât au afirmat că reforma alcoolului a fost cea care a declanșat seria de evenimente care au dus la prăbușirea Uniunii Sovietice și la serioasele probleme economice cu care avea să se confrunte nou formata CSI.

### 1986
Reformele radicale al perestroikăi au fost enunțate la Congresul al XXVII-lea al Partidului Comunist al Uniunii Sovietice din februarie-martie 1986. Mulți istorici, inclusiv Robert D. English, au remarcat lupta dintre "noii gânditori" și conservatori, în timpul căreia ultimii au blocat în mod deliberat procesul schimbării. Un exemplu a fost șirul de evenimente care a urmat după dezastrul de la Cernobîl. După cum afirmă English, Gorbaciov și aliații lui au fost "dezinformați de complexul militaro-industrial" și au fost "trădați de conservatori", care au blocat informațiile despre incident și de aceea făcând să se întârzie orice răspuns oficial.. Jack F. Matlock Jr. a afirmat că Gorbaciov a cerut autorităților să dea "toate informațiile", dar "birocrația sovietică a blocat fluxul informativ.". Evenimentul tragic de la Cernobîl și reacția întârziată a autorităților sovietice au atras iritarea comunității internaționale și mulți străini l-au făcut responsabil pe Gorbaciov. În ciuda acestora, English a sugerat că ar fi existat și un "rezultat pozitiv" al dezastrului de la Cernobîl, datorită faptului că Gorbaciov și colaboratorii săi reformiști au primit un impuls puternic pentru reformele privitoare la politica internă și externă.
Schimbările din URSS au continuat în pas alert. Într-un discurs exploziv ținut la Plenara CC al PC Armenesc, tânărul secretar de partid al regiunii Hrazdan, Hayk Kotanjian, a criticat corupția de proporții de la nivelul eșaloanelor superioare ale partidului, inclusiv la nivelul primului secretar al Partidului Comunist al RSS Armenească, Karen Demirchian, și a cerut demisia acestuia din urmă. În mod simbolic, omul de știință sovietic, laureat al Premiului Nobel, Andrei Saharov, care fusese exilat timp de șase ani în orașul închis Gorki, a fost invitat de Gorbaciov să se reîntoarcă la Moscova. Dar, în același timp, au apărut semnele problemelor naționaliste care aveau să zdruncine ultimii ani de existență a URSS-ului. În Kazahstan au avut loc răscoale, după ce Dinmuhamed Kunaev a fost înlocuit din funcția de prim-secretar al Partidului Comunist al RSS Kazahă.

### 1987
Plenara CC al PC al URSS din ianuarie 1987 este considerată ca fiind începutul maturității procesului de reforme al lui Gorbaciov, acela fiind momentul în care s-au propus alegerile cu mai mulți candidați, numirea a nemembrilor de partid în funcții guvernamentale și adâncirea reformei economice prin dezvoltarea sistemului cooperatist în economie.
În acest an, luna mai se va dovedi o lună a crizelor de tot felul. Într-un incident incredibil, tânărul german Mathias Rust a reușit să aterizeze cu un avion ușor lângă Piața Roșie din Moscova, fără a fi detectat de apărarea antiaeriană. A fost o lovitură dură dată armatei, iar Gorbaciov a trecut la schimbări masive de personal, începând cu cele mai înalte eșaloane de comandă. Dmitri Iazov a fost numit ministru al apărării.
Reformele economice au ocupat tot restul anului 1987, iar o nouă lege care dădea mult mai multă independență întreprinderilor a fost votată în iunie. Gorbaciov a publicat în noiembrie cartea Perestroika: nouă gândire pentru țara noastră și pentru lume, în care își prezenta pe larg ideile de reformă. În același timp, relațiile încordate dintre Gorbaciov și Boris Elțîn au atins noi culmi. După ce Elțîn l-a criticat pe Gorbaciov la plenara partidului din octombrie, primul a fost înlocuit din funcția de prim-secretar de partid al Moscovei. Influența lui Elțîn a scăzut numai temporar.

### 1988
1988 a fost anul în care Gorbaciov avea să introducă glasnostul, prin care erau acordate noi libertăți cetățenilor sovietici, printre care o mai mare libertate a cuvântului. Acest fapt a fost o schimbare radicală, de timp ce cenzura guvernamentală fusese până atunci o caracteristică principală a sistemului sovietic. Controlul asupra presei a scăzut, iar mii de prizonieri politici și dizidenți au fost eliberați. Scopul lui Gorbaciov a fost ca, prin promovarea glasnostului, să exercite presiuni asupra conservatorilor din CC al PCUS, care se opuneau activ reformelor politice și economice. De asemenea, Gorbaciov spera ca masele largi ale populației sovietice să participe la dezbaterile publice pe tema reformelor și să sprijine inițiativele novatoare. În același timp, Gorbaciov s-a expus pe sine și și-a expus reformele criticilor publice, un exemplu fiind scrisoarea lui Nina Andreevna din numărul din martie al ziarului politic Sovețkaia Rossia.
Legea cooperativelor intrată în vigoare în mai 1988 a fost poate cea mai radicală reformă economică de la începutul erei Gorbaciov. Pentru prima dată de la NEP-ul lui Lenin, lege sovietică permitea dreptul privat de posesiune a afacerilor în sectoarele serviciilor, manufacturier și comerțului extern. La început, legea prevedea impozite foarte mari și restricții în ceea ce privește personalul, dar toate acestea au fost mai apoi revizuite, pentru a nu descuraja activitatea în sectorul privat. Ca urmare a prevederilor legii, restaurantele, magazinele și meseriașii organizați în cooperative au devenit participanți egali la scena politică sovietică. Trebuie remarcat că anumite republici sovietice au ignorat în mod voit orice restricție prevăzută de legea cooperativelor. În Estonia, autoritățile au permis cooperativelor să asigure aprovizionarea vizitatorilor străini și au luat inițiativa înființării de întreprinderi mixte cu companiile străine. Marile întreprinderi unionale au început să fie restructurate. Aeroflot, de exemplu, a fost divizat în mai multe întreprinderi independente, dintre care unele au devenit nucleele viitoarelor linii aeriene independente. Noile organizații economice au fost încurajate să caute investitori străini.
În iunie 1988, la a XIX-a Conferință a Partidului, Gorbaciov a lansat reforme radicale, care să reducă controlul partidului asupra aparatului guvernamental. El a propus un nou executiv, de forma sistemului prezidențial, ca și un nou element legislativ – Congresul Sovietelor.

### 1989
Alegerile pentru Congresul Sovietelor au fost ținute în toate republicile unionale în martie și aprilie 1989. Pe 15 martie 1990, a fost ales și primul Președinte executiv al URSS în persoana lui Mihail Gorbaciov. Cu 59% din voturile deputaților, Gorbaciov a fost ales, e adevărat, fiind candidat unic.
Congresul s-a întrunit pentru prima oară pe 25 mai. Prima lor sarcină a fost alegerea deputaților care aveau să-i reprezinte în Sovietul Suprem. De la început, Congresul i-a făcut numeroase greutăți lui Gorbaciov. Sesiunile Congresului erau televizate în direct, făcându-se publice toate criticile la adresa Președintelui, dar permițând și expunerea dorințelor pentru reforme și mai profunde. La alegeri, candidații comuniști fuseseră clar înfrânți. În plus, Boris Elțîn fusese ales într-o circumscripție electorală din Moscova și s-a reîntors în fruntea mișcărilor politice critice la adresa lui Gorbaciov.

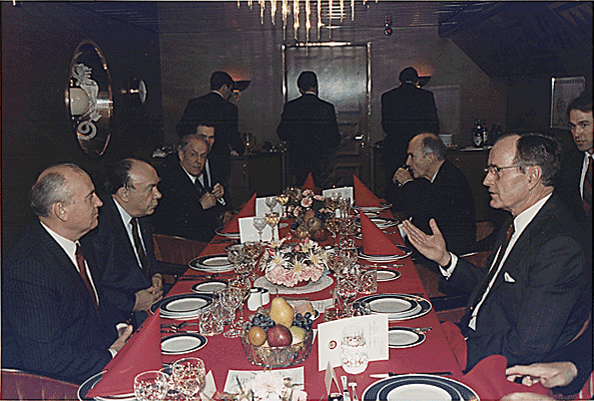
Gorbaciov cu președintele SUA George H. W. Bush.

Anul 1989 a fost unul al problemele naționaliste în URSS și al prăbușirii regimurilor comuniste în blocul răsăritean. În ciuda faptului că se ajunsese la un nivel al destinderii internaționale nemaiîntâlnite până atunci, (Uniunea Sovietică se retrăsese din Afganistan în ianuarie, iar discuțiile dintre Gorbaciov și George H. W. Bush continuau), stadiul reformelor interne era prea puțin schimbat, datorită divergențelor în creștere dintre reformiști, care criticau ritmul scăzut al reformelor, și conservatori, care criticau proporțiile acestora. Gorbaciov încerca să găsească poziția de mijloc între cele două tabere, nereușind decât să se aleagă cu și mai multe critici din ambele părți. Din acest moment, evoluția faptelor s-a îndepărtat de pe făgașul reformelor de orice fel și s-a îndreptat către o evoluție de nestăpânit a problemelor naționale, ceea ce va duce la dezintegrarea Uniunii Sovietice.

## Prăbușirea Uniunii Sovietice
În timp ce inițiativele gorbacioviste vizau întărirea libertății și democrației în Uniunea Sovietică și în rândurile aliaților din blocul răsăritean, politica economică a guvernului său a dus treptat țara către colaps. Pe la sfârșitul deceniului al nouălea, au apărut crize ale aprovizionării principalelor produse alimentare, (carne, zahăr, ș.a.), ceea ce a condus la reintroducerea sistemului cartelelor, abandonat în URSS după încheierea celui de-al doilea război mondial.
Față de anul 1985, deficitul bugetar a crescut, (în conformitate cu cifrele oficiale), de la 0 la 109 miliarde de ruble, stocurile de aur au scăzut de la 2.000 la 200 de tone, iar datoria externă a crescut de la 0 la 120 miliarde de dolari.
Mai mult chiar, democratizarea URSS-ului și a aliaților din blocul răsăritean a dus la definitiva subminare a puterii Partidului Comunist al Uniunii Sovietice și chiar a poziției lui Gorbaciov. Relaxarea cenzurii și încercarea de deschidere politică au avut efectul secundar neașteptat al redeschiderii conflictelor naționale, nerezolvate mult prea multă vreme, dar și a redeșteptării atitudinilor antiruse în toate republicile unionale. Cererile pentru un mai mare grad de independență au devenit mult mai puternice, în special în țările baltice – Estonia, Letonia și Lituania – care fuseseră anexate de URSS în vremea lui Stalin (1940). Sentimentele naționaliste au început să se manifeste cu tot mai multă putere în Georgia, Ucraina, Armenia și Azerbaidjan. Gorbaciov dezlănțuise forțe pe care nu le mai putea stăpâni și care, în cele din urmă, aveau să ducă la dezintegrarea Uniunii Sovietice.

### Creșterea naționalismului în republicile sovietice, 1986 – 1990
În decembrie 1986, primele semne ale creșterii naționalismului, care avea să tulbure ultimii ani de existență ai URSS-ului, au apărut în timpul revoltelor populare din Alma Ata și din alte zone ale Kazahstanului, după demiterea primului secretar al partidului comunist local, Dinmuhamed Kunaev. În Rusia, naționalismul și-a făcut simțită prezența pentru prima dată în mai 1987, când 600 de membri ai mișcării Pamiat (Memorie), au demonstrat în Moscova. Această mișcare naționalistă a devenit din ce în ce mai legată de Boris Elțîn.
Glasnostul a grăbit dezvoltarea problemelor naționaliste. În Nagorno-Karabah – o enclavă majoritar armenească din cadrul RSS Azerbaidjene – au izbucnit violențe naționaliste, când armenii din zonă au început un val de proteste în perioada februarie-mai împotriva transferului acestei regiuni istorice creștine armenești către Azerbaidjanul musulman în 1920, după decizia arbitrară a lui Stalin. Armenii protestau și împotriva subdezvoltării, a condițiilor de viața în continuă deteriorare din regiunea Nagorno-Karabah. Azerii au reacționat violent și au atacat armenii din Sumgait, Azerbaidjan. O soluție temporară a fost impusă de Gorbaciov, dar în scurtă vreme Nagorno-Karabahul a fost lovit de un nou val revolte în iunie-iulie. Pe 7 decembrie, un cutremur extrem de puternic a lovit Armenia. Infrastructura proastă a dus la creșterea numărului de victime – peste 25.000 de oameni. Gorbaciov a fost nevoit să-și întrerupă călătoria în Statele Unite și să-și amâne călătoriile planificate în Cuba și Regatul Unit.
Alegerile pentru Sovietul Suprem, care s-au desfășurat în întreaga uniune în martie și aprilie 1989, a avut ca rezultat trimiterea în parlament a numeroși deputați independenți, numărul comuniștilor care au reușit să câștige un mandat fiind scăzut. Dezbaterile transmise în direct la televiziune au dus la întărirea pozițiilor independente. Anul 1989 avea să fie martorul a numeroase manifestări ale naționalismului. Începând din statele baltice în ianuarie, în apropae toate republicile sovietice au fost votate legi care acordau limbilor naționale o importanță de prim rang, care o depășea pe cea a limbii ruse. În aprilie, demonstrațiile naționaliste de la Tbilisi, Georgia, aveau să fie înăbușite cu violență. Alte confruntări violente aveau să se petreacă în Uzbekistan, unde uzbecii aveau să se lupte cu turcii meskhetiani în Fergana.
În afară de aceste violențe, au avut loc alte trei evenimente majore care aveau să schimbe fața problemei naționale în URSS. Pentru început, Estonia și Lituania și-au proclamat suveranitatea în mai, iar în iunie a urmat proclamația similară a Lituaniei. (Partidul Comunist Lituanian și-a proclamat de asemenea independența față de Partidul Comunist al Uniunii Sovietice în decembrie). Aceste declarații au pus sus-numitele republici și Uniunea Sovietică într-o situație clară de confruntare și avea să devină un precedent pentru celelalte republici. În iulie, în ajunul aniversării semnării pactului Molotov-Ribbentrop, a fost în mod oficial recunoscut că sus-numitul tratat includea prevederi secrete prin care se stabilea anexarea țărilor baltice de către URSS și împărțirea Poloniei între Uniunea Sovietică și Germania Nazistă. Trecutul rușinos al Uniunii Sovietice, ascuns cu grijă multă vreme, a ieșit la iveală și a dat un nou imbold mișcărilor de independență ale balticilor, care puteau acum să afirme fără putință de tăgadă că sunt victimele imperialismului rusesc. În 1989, blocul răsăritean s-a prăbușit ca un castel din cărți de joc, fără ca URSS-ul să intervină în vreun fel în susținerea vechilor regimuri, ceea ce a dat speranțe că și în interiorul Uniunii Gorbaciov va aplica politica de neintervenție.

### Criza unională, 1990-1991
Anul 1990 a debuta în ianuarie cu noi mișcări naționaliste. Azerii s-au răsculat, fiind nevoie de intervenția trupelor pentru restabilirea ordinii, moldovenii protestau în favoarea unirii cu România, iar demonstrațiile lituanienilor nu au încetat. În aceeași lună, parlamentul armenesc a votat în favoarea unei hotărâri care stabilea dreptul său de veto în cazul legilor unionale care priveau și mica republică sovietică. A început un război al legilor între republici și administrația centrală sovietică. 

În același timp, Partidul Comunist al Uniunii Sovietice, care oricum își pierduse mult din puterea de altădată, a pierdut și mai mult controlul în țară, odată cu un nou val de reforme ale sistemului politic. Plenara CC al PCUS din februarie-martie a acceptat alegerile multipartite. Urmarea imediată a fost aceea că, la alegerile locale care au urmat, candidații independentiști au câștigat numeroase voturi. Sovietul Suprem a amendat mai apoi Constituția Sovietică în martie, anulând prevederile articolului 6, care garanta monopolul puterii PC al URSS. Procesul reformelor politice a fost unul de sus în jos, fiind unul care a alimentat naționalismul republicilor. La scurtă vreme după amendarea constituției, Lituania și-a proclamat independența și l-a ales în funcția de președinte pe Vytautas Landsbergis.
Pe 15 martie, Gorbaciov a fost ales ca primul și singurul președinte al Uniunii Sovietice de Sovietul Suprem, la rândul lui alegându-și un consiliu prezidențial format din 15 politicieni. El încerca astfel să-și creeze propria lui bază politică, separată de cea a conservatorilor comuniști sau a reformatorilor radicali. Noul executiv trebuia să ghideze țara prin hățișurile reformelor economice, pentru aceasta Sovietul Suprem oferindu-i lui Gorbaciov noi puteri în februarie, spre nemulțumirea reformatorilor. În ciuda aparentei creșteri a puterii personale, Gorbaciov nu a fost capabil să oprească dezvoltarea mișcărilor naționaliste. În aprilie au fost date publicității noi adevăruri stânjenitoare pentru URSS, când, după decenii de negare violentă a adevărurilor istorice, guvernul a admis că NKVD-ul se face vinovat de josnicul masacru al ofițerilor polonezi de la Katyn din timpul celui de-al doilea război mondial. Până atunci, sovieticii declarau că vina aparține exclusiv naziștilor. În ceea ce privește concurența dintre Gorbaciov și Elțîn, cel de-al doilea a cucerit o poziție și mai bună, fiind ales în mai Președinte al Prezidiului Sovietului Suprem al RSFS Ruse, ceea ce l-a făcut conducătorul de drept al RSFS Ruse. Parlamentul Rusiei a înmulțit problemele lui Gorbaciov, atunci când a proclamat întâietatea legilor rusești asupra celor unionale în iunie.
Poziția lui Gorbaciov era în continuă schimbare. La Congresul al XXVIII-lea al Partidului Comunist din iulie, Gorbaciov a fost reales secretar general, dar poziția lui era acum complet independetă de guvernul sovietic, iar Politburo nu mai avea nici un rol în conducere țării. Gorbaciov a redus în continuare puterea partidului în aceeași lună, atunci când a dat un decret care abolea controlul partidului în mass-media. În același timp, Gorbaciov încerca să consolideze poziția președintelui, Sovietul Suprem oferindu-i puteri speciale pentru guvernarea prin decrete, necesare pentru inițierea planurilor economice pentru trecerea la economia de piață. În timp ce Sovietul Suprem nu a reușit să cadă de acord asupra programului de urmat, Gorbaciov presa pentru reforme politice – un nou guvern central sovietic și un Soviet al federație format din deputați din cele 15 republici. Propunerile lui au fost votate în noiembrie. În decembrie, Gorbaciov a primit noi puteri executive din partea Sovietului Suprem, cu argumentul că această mișcare era necesară pentru a contracara "forțele întunecate ale naționalismului". Toate aceste mișcări au dus la demisia lui Eduard Șevardnadze, care considera că fostul său aliat se îndreaptă către o poziție dictatorială. Demisia lui Șevardnadze a fost o lovitură personală pentru Gorbaciov și pentru eforturile lui de reformă.
Gorbaciov, în acest timp, pierdea tot mai mult teren în fața naționaliștilor. În octombrie 1990 a fost fondat partidul naționalist rus "Casa noastră Rusia". În aceeași lună, atât Rusia cât și Ucraina au proclamat suveranitatea completă a legilor naționale asupra celor unionale. Războiul legilor a devenit o luptă publică, Sovietul Suprem refuzând să recunoască acțiunile celor două republici. Gorbaciov a publicat schița noului tratat unional în noiembrie. Noua uniune urma să se numească Uniunea Republicilor Sovietice Suverane, dar, în anul 1991, toate acțiunile lui Gorbaciov aveau să fie depășite de acțiunile centrifuge ale republicilor secesioniste.
În ianuarie și februarie, tulburările naționaliste din statele baltice s-au ridicat la noi niveluri. Pe 10 ianuarie 1991, Gorbaciov a adresat un ultimatum Sovietului Suprem lituanian prin care cerea restaurarea constituției sovietice în țară și revocarea legilor considerate neconstituționale de autoritățile unionale. În memoriile sale, Gorbaciov spune că, pe 12 ianuarie, el a cerut Sovietului Federației să adopte măsuri care să ducă la evitarea vărsării de sânge. Printre măsurile aprobate a fost și trimiterea de deputați unionali la Vilnius pentru găsirea unor soluții. Mai înainte ca această delegație să sosească în capitala Lituaniei, responsabilii locali ai KGB-ului și forțele armate au început o acțiune pentru ocuparea turnului televiziunii din Vilnius. Gorbaciov afirmă că nu există dovezi că el sau alt lider sovietic ar fi aprobat o asemenea acțiune în forță. Gorbaciov amintește de documentele găsite la procuratura RSFS Ruse după tentativa de lovitură de stat din august, în care era menționat doar că "anumite 'autorități'" au aprobat acțiunile în forță. În cartea Alfa – unitatea secretă a KGB-ului se sugerează de asememenea că "operațiunea KGB-ului coordonată cu armata" a fost dusă la îndeplinire de Grupul Alfa al KGB-ului.. Archie Brown, în The Gorbachev Factor, folosește amintirile a mai mulți apropiați ai lui Gorbaciov și de asemenea amintirile unor persoane din eșaloanele superioare ale conducerii politice sovietice, care duc la concluzia că persoane precum generalul Valentin Varennikov, (un membru al complotiștilor din august), și generalul Victor Acialov, (alt pucist din august, mai târziu conspirator în 1993 împotriva lui Elțîn), care mai târziu "erau pregătiți să-l îndepărteze în mod neconstituțional pe Gorbaciov din poziția de președinte" au fost câteva luni mai devreme "mai mult decât capabili să folosească violența neautorizată împotriva naționaliștilor separatiști."
Ca urmare a violențelor neîntrerupte, cel puțin 14 civili au fost uciși și mai mult de 600 au fost răniți din 11 până pe 13 ianuarie 1991 în Vilnius. Reacția occidentală puternică și acțiunile forțelor democratice ruse au pus guvernul sovietic într-o poziție stânjenitoare. Mai mult, au apărut noi probleme în Riga, Letonia, pe 20 și 21 ianuarie, unde unitățile OMON au ucis patru persoane în timpul unor demonstrații populare. Gorbaciov a răspuns de această dată mai bine, condamnând acțiunile brutale, trimițând condoleanțe familiilor victimelor și sugerând că secesiunea ar fi fost posibilă dacă s-ar urma procedurile prevăzute de constituția sovietică. În conformitate cu cele spuse de un apropiat al președintelui, Șahnazarov, Gorbaciov începuse să se resemneze în fața inevitabilității pierderii statelor baltice, deși el a încercat toate căile politice pentru păstrarea Uniunii între granițele pe care le moștenise. Aceasta l-a pus în poziția de nedorit de a fi considerat inamicul conservatorilor.
Gorbaciov continua să creioneze un viitor tratat unional care trebuia să creeze o federație voluntară prin democratizarea definitivă a URSS-ului. Noul tratat era sprijinit puternic de republicile central-asiatice, care aveau nevoie de puterea economică și de piețele unionale pentru a putea să se dezvolte în continuare. Reformiștii radicali ruși, așa cum era Boris Elțîn, credeau că o trecere rapidă la economia de piață era extrem de necesară pentru Rusia și că celelalte republici erau o povară, dezintegrarea uniunii fiind de preferat. În martie s-a ținut un referendum în legătură cu viitorul uniunii, (în paralel cu referendumul asupra funcției prezidențiale în Rusia), care a avut ca rezultat un DA al 76,4% dintre participanți (cu o participare a 80% din populația cu drept de vot). Estonia, Letonia, Lituania, Armenia, Georgia și Moldova nu au participat la referendum. După aceasta, în aprilie, Gorbaciov s-a întâlnit cu șefii celor 9 republici participante la referendum, au fost de acord cu crearea noii uniuni și au dat publicității o declarație. Între timp, Boris Elțîn a fost ales președinte al Federației Ruse cu 57,3% din voturi, (cu o prezență la urne de 74% din populația cu drept de vot).

### Tentativa de lovitură de stat din august 1991
În contrast cu poziția ambivalentă a reformatorilor față de noul tratat, apparatcikii conservatori, încă puternici în partidul comunist și în ierarhia armatei, se opuneau cu vehemență oricăror măsuri care ar fi schimbat caracterul și integritatea Uniunii Sovietice. În ajunul semnării tratatului unional, conservatorii au trecut la atac.
Conservatorii din conducerea sovietică, autointitulându-se "Comitetul de Stat de Urgență", au declanșat o lovitură de stat pentru a-l îndepărta pe Gorbaciov din fruntea statului și pentru a împiedica semnarea noului tratat unional. Președintele Uniunii Sovietice a fost ținut sub arest la domiciliu în dacea sa din Crimeea între 19 -21 august. După ce a fost eliberat, la reîntoarcerea la Moscova, Gorbaciov și-a dat seama că nu mai controla Uniunea sau Rusia și că era singur în față tot mai puternicului Elțîn, tocmai cel care, prin hotărârea sa, ajutase la înfrângerea puciului. Gorbaciov a fost nevoit să elibereze din funcție pe cei mai mulți membri ai Politburoului, unii dintre demiși fiind arestați. Printre cei arestați s-au numărat cei din "Banda celor opt" care conduseseră lovitura de stat, printre ei fiind: Vladimir Kriucikov, Dmitri Iazov și Ghennadi Ianaev. Boris Pugo și Serghei Ahromeev s-au sinucis. În mod paradoxal, cei mai mulți dintre puciști erau indivizi promovați de Gorbaciov în funcții de conducere.

### Urmările tentativei de lovitură de stat și prăbușirea Uniunii Sovietice
Între ultimele zile ale tentativei de lovitură de stat și 22 septembrie, Estonia, Letonia, Ucraina, Belarus, Moldova, Kirghizia, Uzbekistan, Tadjikistan și Armenia și-au proclamat independența. În același timp, Boris Elțîn a ordonat Partidului Comunist al Uniunii Sovietice să-și suspende activitatea pe teritoriul Federației Ruse și a hotărât închiderea clădirii Comitetului Central. În mod simbolic, pe clădirea Kremlinului, a fost arborat steagul Rusiei, alături de cel al Uniunii Sovietice. Gorbaciov a demisionat din funcția de Secretar General al Partidului Comunist al Uniunii Sovietice pe 24 august și a sfătuit membrii CC al PCUS să procedeze la autodizolvarea organului de conducere comunist. Gorbaciov mai spera încă să salveze Uniunea, dar, pe 5 septembrie, Sovietul Suprem s-a autodizolvat. Deși Gorbaciov și reprezentanții a opt republici (fără Azerbaidjan, Georgia, Moldova, Ucraina și statele baltice) au semnat pe 18 octombrie un acord pentru înființarea unei comunități economice, evenimentele care au urmat au distrus orice șansă ca aceasta să devină realitate.
Lovitura finală dată visurilor lui Gorbaciov a fost rezultatul referendumului din Ucraina, ținut pe 1 decembrie, în care majoritatea populației s-a pronunțat în favoarea independenței. Președinții Rusiei, Belarusului și Ucrainei s-au întâlnit în pădurea Belovej de lângă Minsk pe 8 decembrie 1991,au semnat acordul de înființare a Comunității Statelor Independente și au proclamat încetarea existenței URSS-ului. Gorbaciov a fost pus în fața unui fapt împlinit și a fost nevoit să accepte dizolvarea Uniunii Sovietice. Gorbaciov a demisionat de Crăciun din funcția de președinte, URSS-ul încetând să existe în mod oficial pe 1 ianuarie 1992..
Gorbaciov a încercat să mențină unit partidul comunist, dar să-l îndrepte spre linia politică social democrată. Contradicțiile abordării gorbacioviste: slăvirea lui Lenin, admirația pentru modelul social suedez și încăpățânarea de a menține țările baltice în uniune cu ajutorul forței militare, au dus la eșecul oricăror inițiative de reformă. După scoaterea în afara legii a partidului comunist în Rusia, Gorbaciov a rămas fără absolut nicio bază politică în afară de forțele armate. Chiar și militarii l-au părăsit pe Gorbaciov, când au aflat de promisiunile de creștere a soldelor făcute de Elțîn. Din ochii unui socialist, politica comunistă dezastruoasă a lui Gorbaciov a dus la prăbușirea URSS.

## Gândirea gorbaciovistă în străinătate

Gorbaciov în timpul unei întâlniri cu președintele SUA Ronald Reagan.

În contrast cu reformele interne controversate, Gorbaciov era foarte bine văzut în occident pentru "nouă gândire" în problemele afacerilor externe. Gorbaciov a încercat să îmbunătățească relațiile și comerțul cu occidentul prin reducerea tensiunilor războiului rece. El a stabilit relații apropiate cu unii dintre liderii occidentali, așa cum au fost cancelarul german Helmut Kohl, președintele american Ronald Reagan și primul-ministru britanic Margaret Thatcher (care a făcut remarca rămasă celebră: "Îmi place domnul Gorbaciov – putem face afaceri împreună."
Gorbaciov a înțeles legăturile care se stabileau între reformele interne și detensionarea relațiilor internaționale și de aceea a extins principiile "noii gândiri" imediat și peste graniță. Pe 8 aprilie 1985, el a anunțat suspendarea amplasării sistemului de rachete SS-20 în Europa, concepută ca o mișcare îndreptată în direcția rezolvării problemei rachetelor cu rază medie de acțiune. Mai târziu, în același an, Gorbaciov a propus ca americanii și sovieticii să-și reducă împreună arsenalele nucleare la jumătate. În octombrie, el a făcut prima sa vizită ca lider al Uniunii Sovietice în străinătate, în Franța. În noiembrie, în timpul summitului sovieto-american de la Geneva, deși nu s-au făcut nici un fel de înțelegeri speciale, Gorbaciov și președintele american Ronald Reagan au închegat o legătură personală foarte strânsă și au căzut de acord asupra unor noi întâlniri.
În ianuarie 1986, Gorbaciov va face cea mai îndrăzneață mișcare pe arena internațională, atunci când a propus eliminarea rachetelor cu rază medie de acțiune din Europa și strategia sa pentru eliminarea tuturor armelor nucleare până în anul 2000, (denumită "Propunerea din ianuarie"). El a inițiat și procesul retragerii trupelor sovietice din Afganistan și Mongolia pe 28 iulie. Totuși, mulți observatori precum Jack F. Matlock Jr., (în ciuda tuturor laudelor aduse lui Gorbaciov), l-au criticat pe președintele sovietic pentru întârzierea prea mare cu care a luat hotărârea retragerii din războiul afgan, considerând această întârziere ca pe un exemplu al "gândirii vechi", care l-ar fi caracterizat pe liderul de la Kremlin.
Pe 11 octombrie 1986, Gorbaciov și Reagan s-au întâlnit în Reykjavík, Islanda, pentru a discuta problema reducerii numărului de rachete cu rază medie de acțiune din Europa. Spre uriașa surprindere a consilierilor celor doi lideri, cei doi au căzut de acord asupra eliminării sistemelor de rachete cu rază medie de acțiune din Europa și asupra limitării numărului total de capete nucleare a fiecărei părți la 100. În mod incredibil, cei doi au căzut de acord să elimine toate armele nucleare în 10 ani din acel moment (1996), în loc de anul 2000, cum propusese inițial Gorbaciov. Totuși, această întrunire poate fi privită ca un eșec în acțiunea de eliminare a tuturor armelor nucleare. Înțelegerea celor doi avea să fie încununată de semnarea tratatului cu privire la rachetele cu rază medie de acțiune (așa-numitul Tratat INF) în 1987.
În februarie 1988, Gorbaciov a anunțat începerea retragerii armatei sovietice din Afganistan. Retragerea a fost încheiată în anul următor, deși războiul civil a mai continuat între forțele loiale lui Mohammad Najibullah și mujahedini. În timpul conflictului afgan dintre anii 1979 și 1989, se estimează că peste 15.000 de soldați sovietici și-au pierdut viața.
De asemenea, în cursul anului 1988, Gorbaciov anunța că Uniunea Sovietică va abandona doctrina Brejnev, permițând astfel țărilor din blocul răsăritean să-și hotărască independent politica internă. Numită în glumă de purtătorul de cuvânt al ministrului de externe sovietic Ghennadi Gherasimov "doctrina Sinatra", această politică a neintervenției în afacerile interne ale țărilor membre ale Pactului de la Varșovia s-a dovedit cea mai importantă reformă în domeniul politicii externe. Abrogarea doctrinei Brejnev a condus la revoluții în Europa Răsăriteană în anul 1989, în timpul cărora comunismul s-a prăbușit în toate țările aliate ale URSS-ului. Cu excepția României, toate revoluțiile anticomuniste din blocul răsăritean au fost unele pașnice. (Vedeți și: Revoluțiile din 1989.)
Pierderea pozițiilor dominante ale Uniunii Sovietice în Europa Răsăriteană a pus capăt războiului rece și, pentru această realizare, Gorbaciov a primit Premiul Nobel pentru Pace pe 15 octombrie 1990.

## Activitatea politică după demisia din funcția de președinte sovietic

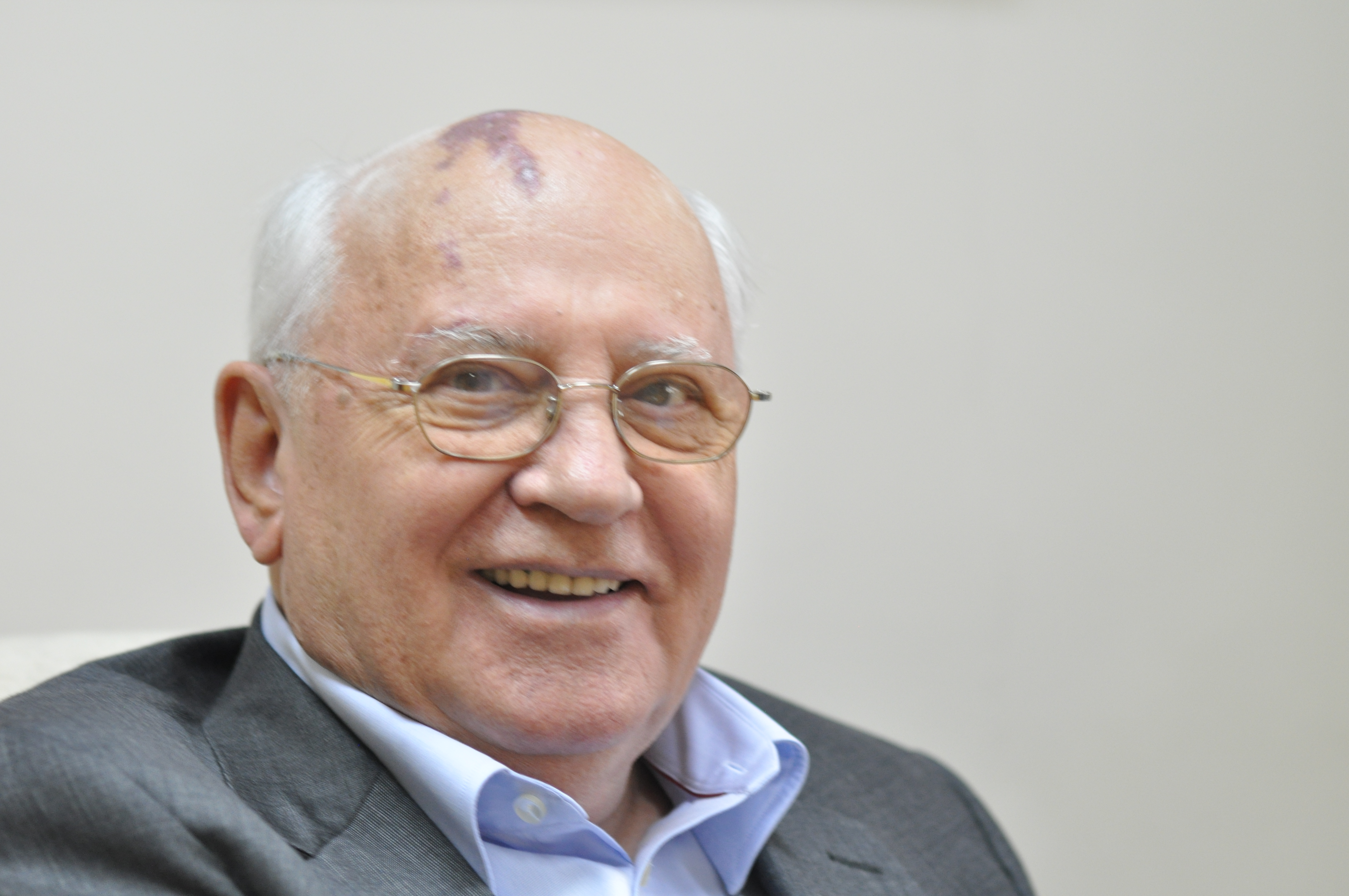
Mihail Gorbaciov în 2010

Gorbaciov a fondat fundația care-i poartă numele în 1992. În 1993, el a fondat Crucea Verde Internațională, prin care a devenit unul dintre cei trei mari sponsori ai Cartei Pământului (Earth Charter). Gorbaciov a devenit de asemenea membru al Clubului de la Roma.
În 1995, Gorbaciov a primit titlul de Doctor Honoris Causa al Universității Durham pentru contribuțiile sale la "cauza toleranței politice și la terminarea confruntării de tipul războiului rece".
În 1996, Gorbaciov a participat la alegerile prezidențiale din Rusia, dar a obținut numai 1% din voturile exprimate, probabil datorită animozităților legate de disoluția Uniunii Sovietice. În timpul turneului electoral, el a primit un pumn în față de la un necunoscut.
Pe 26 noiembrie 2001, Gorbaciov a fondat Partidul Social Democrat, care este o uniune a diferitelor partide de orientare social-democrată din Rusia. El a demisionat din funcția de lider al partidului în mai 2004, după o neînțelegere cu conducerea partidului în legătură cu direcția adoptată în campania pentru alegerile din decembrie 2003.
În iunie 2004, Gorbaciov a reprezentat Rusia la funeraliile de stat ale lui Ronald Reagan.
În septembrie 2004, după valul de atacuri ale separatiștilor ceceni în Rusia, președintele Vladimir Putin a lansat o inițiativă pentru înlocuirea alegerilor pentru guvernatorii locali cu un sistem al numirii acestora direct de la Moscova de către președintele federației, numiri care ar fi trebuit mai apoi aprobate de adunările legislative locale. Gorbaciov și Elțîn au criticat inițiativa lui Putin, pe care au considerat-o un pas către dictatură.
În anul 2005, Gorbaciov a fost răsplătit cu Premiul Point Alpha pentru ajutorul dat la reunificarea Germaniei. El a primit și titlul de Doctor Honoris Causa al Universității din Münster.

## Afilierea religioasă
Gorbaciov a fost botezat în Biserica Ortodoxă Rusă pe când era copil.
La sfârșitul interviului dat CSPAN Booknotes în noiembrie 1996, Gorbaciov și-a descris planurile de a scrie niște cărți. El s-a referit la Dumnezeu în acest mod: „Nu știu câți ani îmi mai dă Dumnezeu, [sau] care sunt planurile Sale.”.
În 2005, el a afirmat despre Papa Ioan Paul al II-lea „devotat adepților săi, el este un exemplu remarcabil pentru toți dintre noi” cu ocazia a morții papei. „Ce-aș putea spune—trebuie să fi fost voia lui Dumnezeu. El a acționat în mod cu adevărat curajos.” Într-o întâlnire din 1989, el i-a spus: „Vă apreciem misiunea dumneavoastră în acest înalt scaun, suntem convinși că va însemna mult în istorie.”.
Gorbaciov a primit Premiul Umanitar Athenagoras din partea Ordinului Sf. Andrei Archons al Patriarhiei Ecumenice a Constantinopolului pe data de 20 noiembrie 2005.
Pe 19 martie 2008, în cursul unei vizite surpriză pentru a se ruga la mormântul Sf. Francisc de Assisi din Assisi, Italia, Gorbaciov a făcut afirmații care au fost interpretate că el ar fi creștin. Gorbaciov a afirmat că „Sf. Francisc este, pentru mine, alter Hristul, un alt Hristos. Povestea lui mă fascinează și a jucat un rol esențial în viața mea.”. A adăugat: „Prin Sf. Francisc am ajuns la Biserică, astfel încât era important să-i vizitez mormântul.”.
Totuși, câteva zile mai târziu el ar fi spus agenției de presă ruse Interfax: „Zilele trecute unele media au răspândit fantezii—nu pot folosi un alt cuvânt—despre faptul că aș fi în secret catolic, [...] Pentru a conchide și pentru a evita neînțelegerile vreau să afirm că am fost și rămân ateu.”. Ca replică la aceasta, un purtător de cuvânt al patriarhului ortodox rus Alexei al II-lea a declarat media rusești: „În Italia el [Gorbaciov] a vorbit în termeni emoționali, mai degrabă decât în termeni ai credinței. El se află încă pe drum către creștinism. Dacă va ajunge acolo, noi îi vom ura bun venit.”.

## Concluzii
Gorbaciov a fost foarte bine apreciat în Occident pentru acțiunile care au dus la încheierea războiului rece. El a fost privit cu mare simpatie în Germania pentru că a permis reunificarea Germaniei. Totuși, în Rusia, reputația sa s-a aflat la cote scăzute, (demonstrată în alegerile prezidențiale la care a fost candidat), din cauza părerilor majorității populației, conform căreia a fost principalul vinovat de disoluția URSS-ului, criza economică care a urmat și pierderea statutului de supraputere.
Războiul din Afganistan, care a început în deceniul al optulea al secolului XX, a secătuit resursele sovietice. Există comentatori care afirmă că, adunând la uriașele cheltuieli pentru păstrarea URSS-ului în cursa înarmărilor pe cele ale războiului din Afganistan, s-a ajuns la o sumă pe care economia sovietică nu o mai putea suporta. Infrastructura economică era deja într-un declin pronunțat în momentul în care Gorbaciov a reluat conducerea și starea economică grea a fost principalul motiv al inițiativelor de liberalizare. Se pare că încercările de "deschidere" a Uniunii Sovietice au fost făcute prea târziu.